# Miconia coriacea
Espèce
Miconia coriacea est une espèce de plantes à fleurs de la famille des Melastomataceae. C'est un arbuste des forêts d'altitude des Petites Antilles et d'Amérique Centrale. 

## Synonymes
- Melastoma coriaceum Sw. (basionyme)

## Noms vernaculaires
- En Guadeloupe : Bois côtelette-montagne.

## Description
- Arbuste ne dépassant pas 1,8 mètre de haut
- Branches nue dans le bas, avec des feuilles confinées à leur extrémité. Rameaux quadrangulaires, grisâtres, très rugueux, portant de nombreuses cicatrices et une faible couche de poils rigides et courts.
- Feuilles très rigides, épaisses, souvent roulées en forme de cuillère, entièrement glabres, vert jaunâtre en dessous, longues de 7-12 cm. sur 4-5 cm. de large, finement crénelées-dentées, à dents glanduliformes ; avec trois nervures larges, rougeâtres ou jaunâtres, très saillantes en dessous ; nervilles transversales très rapprochées, avec un arc près du bord ; pétioles larges, comprimés, longs de 1-2 cm. et caractérisé par ses feuilles épaisses marquées par trois fortes rainures longitudinales et ses
- Fleurs blanches en épis pyramidaux.
- Baies petites, noirâtres, globuleuses, couronnées par les bords lacérés du calice[1].

## Répartition
On trouve l'espèce dans les maquis d'altitude du Costa Rica, de la Guadeloupe et de la Dominique

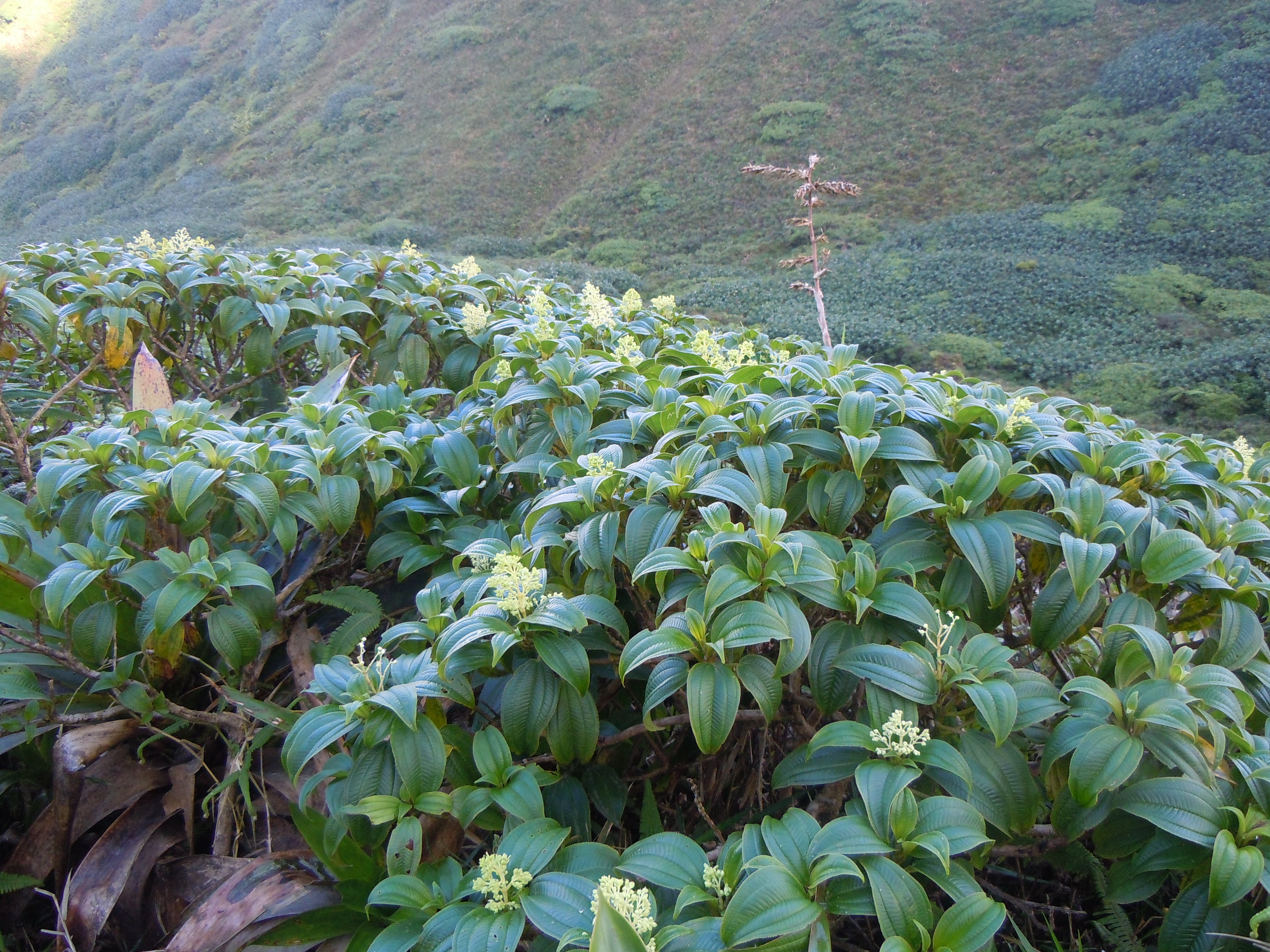
Miconia coriacea à la Soufrière (Guadeloupe).
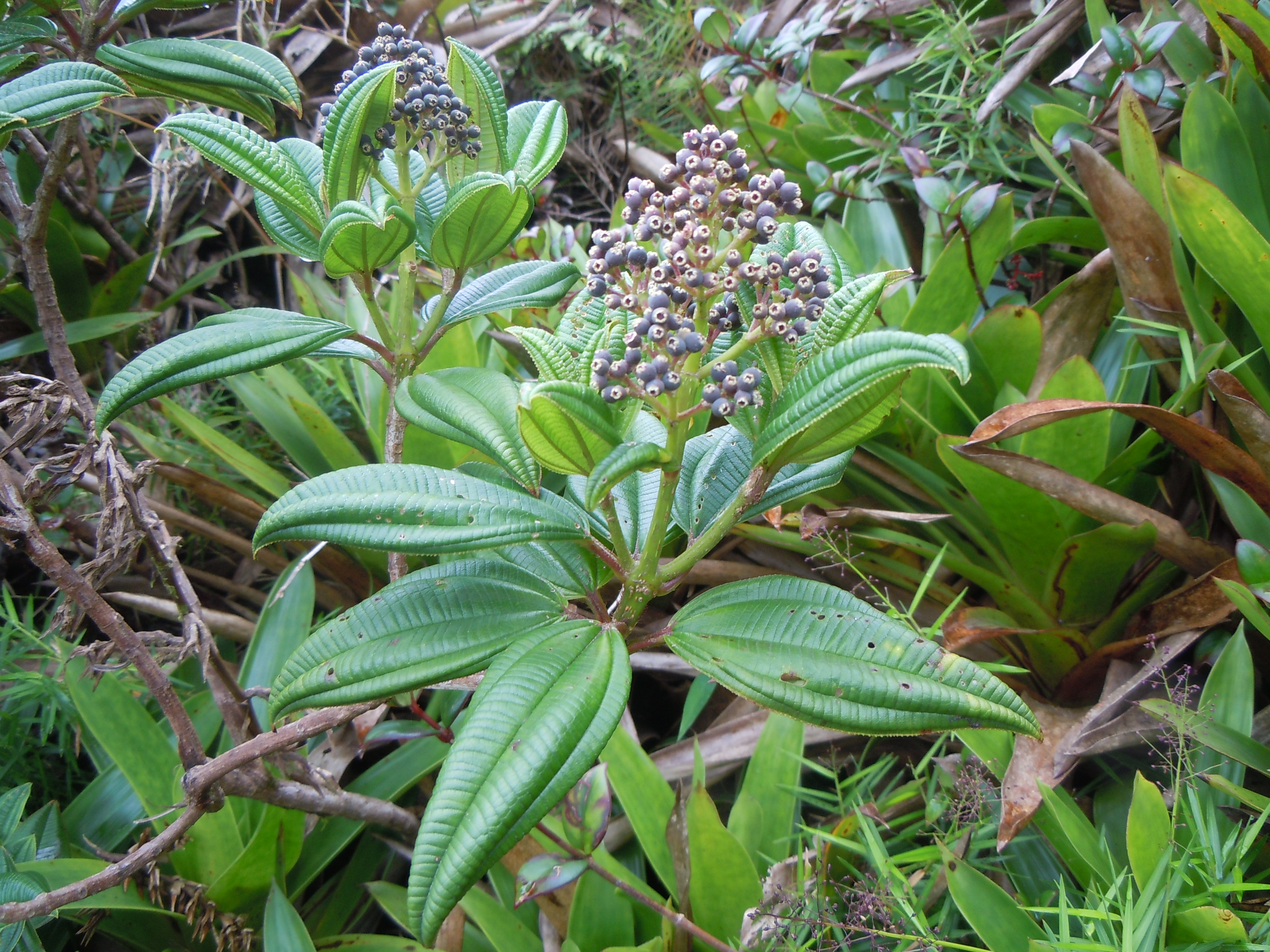
Infructescence de Miconia coriacea photographiées à la Soufrière.